# Kungsträdgårdsgatan
Kungsträdgårdsgatan est une rue du quartier de Norrmalm à Stockholm en Suède,.

## Situation
Kungsträdgårdsgatan est une rue de Norrmalm qui longe le côté oriental du parc Kungsträdgården. 
La rue s'étend de Strömgatan et du Strömbron au sud jusqu'à Hamngatan au nord. 
Kungsträdgårdsgatan a reçu son nom actuel lors de la révision du nom en 1885 ; avant cela, on l'a appelée, entre autres, Lilla trädgårdsgatan, Östra trädgårdzgaathen (1646) et Näckströms- ou Östra Trägårds-Gatan (1740).

## Galerie

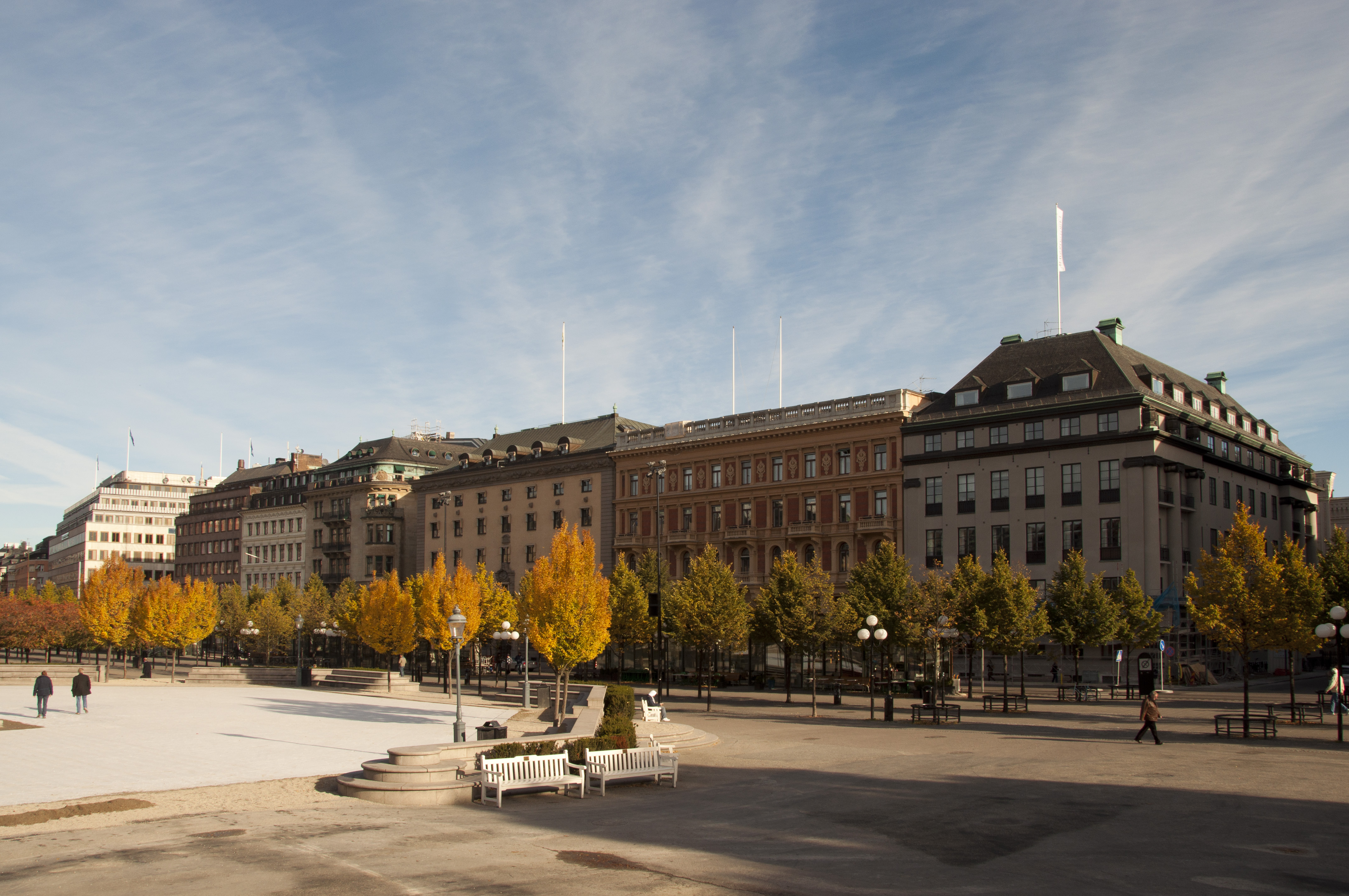
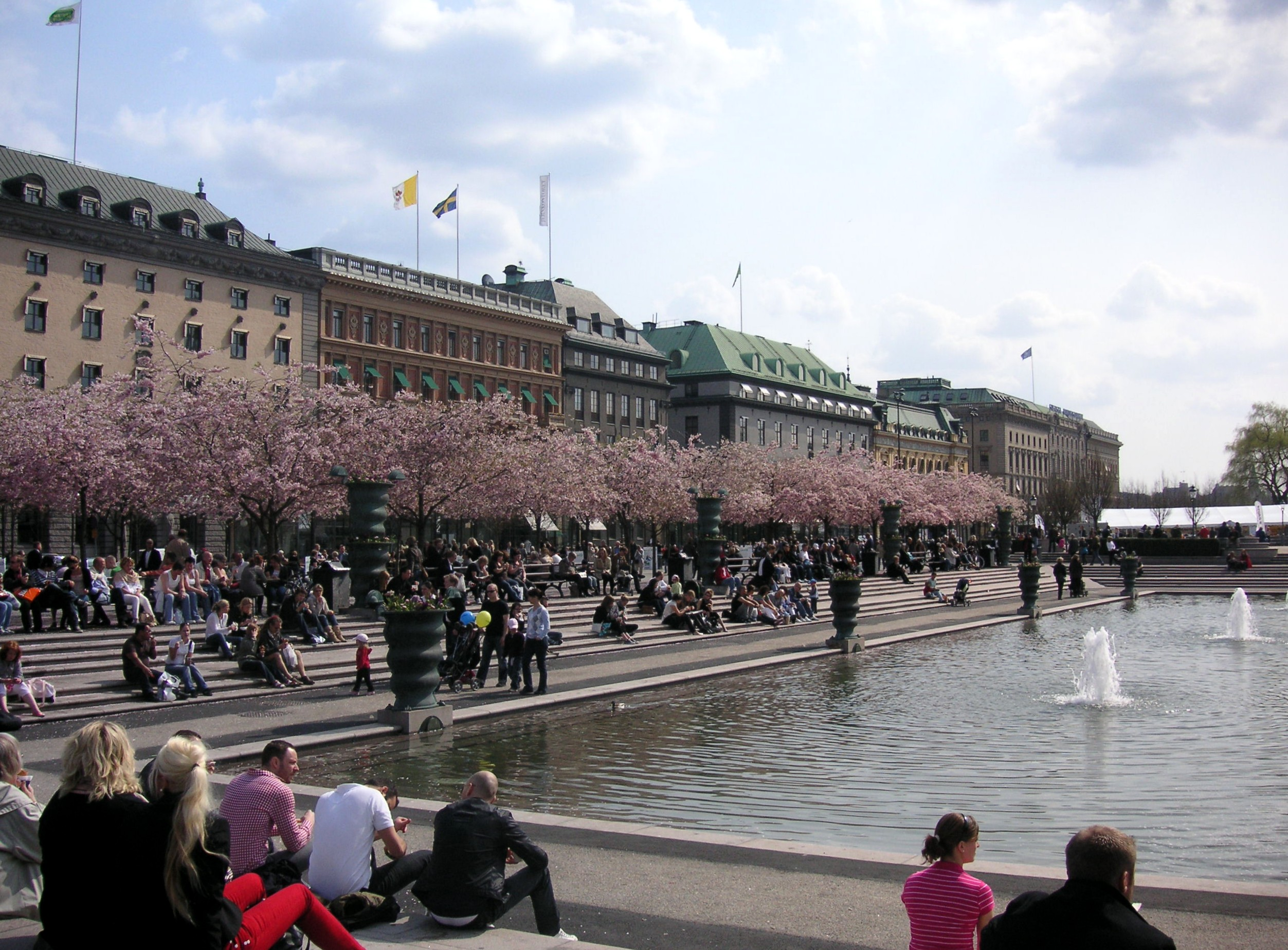
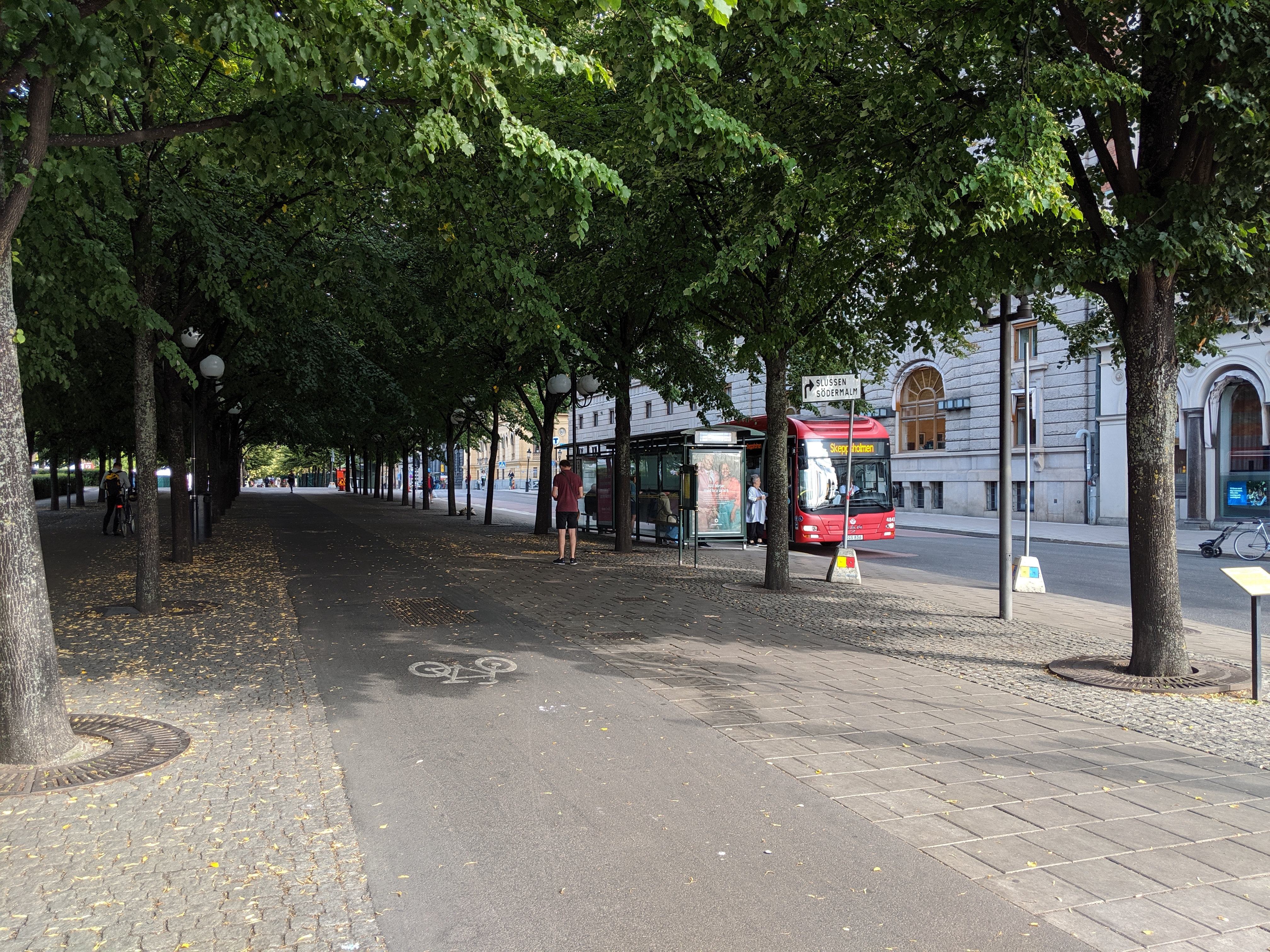
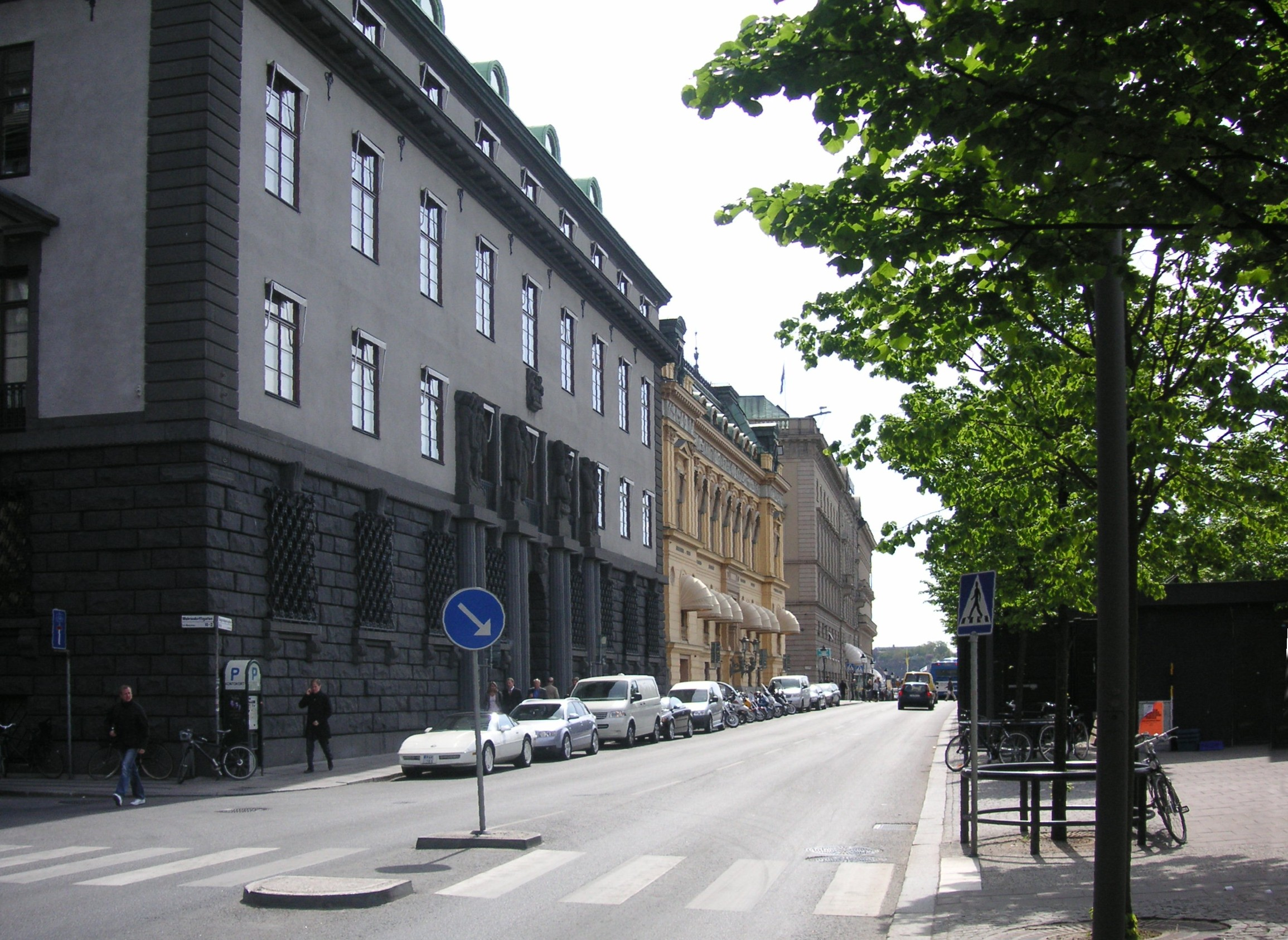

## Bâtiments de la rue
| Image   | N°     | Nom                              | Const.     | Architecte                                  | Réf.  |
| ------- | ------ | -------------------------------- | ---------- | ------------------------------------------- | ----- |
| vänster | 2 (2A) | Palmeska huset                   | 1884–1886  | Helgo Zettervall                            |       |
| vänster | 4 (2B) | Kungsträdgårdsgatan 4            | 1903–1905  | Erik Josephson                              |       |
| vänster | 4 (2C) | Kungsträdgårdsgatan 4            | 1919–1921  | Erik Josephson                              |       |
| vänster | 6      | Gamla Jernkontoret               | 1872–1875  | Axel Kumlien                                | [ 4 ] |
| vänster | 8      | Kungsträdgårdsgatan 8            | 1912–1915  | Ivar Tengbom                                |       |
| vänster | 10     | Kungsträdgårdsgatan 10           | 1913–1914  | Ivar Tengbom                                |       |
| vänster | 12     | Église catholique Sainte-Eugénie | 1885–1886  | Axel Kumlien Hjalmar Kumlien                | [ 5 ] |
| vänster | 14     | Thulehuset                       | 1915–1918  | Erik Lallerstedt Ture Ryberg                |       |
| vänster | 16     | Kungsträdgårdsgatan 16           | 1899–1901  | Erik Lallerstedt Ture Stenberg Ivar Johnson |       |
|         | 18     | Bäckströmska huset               | 1854, 1856 | Johan Fredrik Åbom                          | [ 6 ] |
|         | 20     | Åtvidabergshuset                 | 1943–1945  | Ivar Tengbom                                |       |